# Everywoman
Pour plus de détails, voir Fiche technique et Distribution.
Everywoman est un film américain réalisé par George Melford et sorti en 1919.
Il est considéré comme perdu.

## Synopsis
Une fille se voir offrir une chance de devenir actrice. Après avoir reçu des conseils de la part de trois de ses amies, elle se réveille le lendemain, ses amies sont devenues « modestie », « jeunesse » et « beauté ».

## Fiche technique
- Réalisation : George Melford
- Scénario : Will M. Ritchey, d'après la pièce éponyme de Walter Browne
- Producteurs : Adolph Zukor, Jesse Lasky
- Production : Paramount Pictures
- Opérateur : Paul Perry
- Durée : 7 bobines
- Date de sortie : 
  - États-Unis : 13 décembre 1919[2]

## Distribution

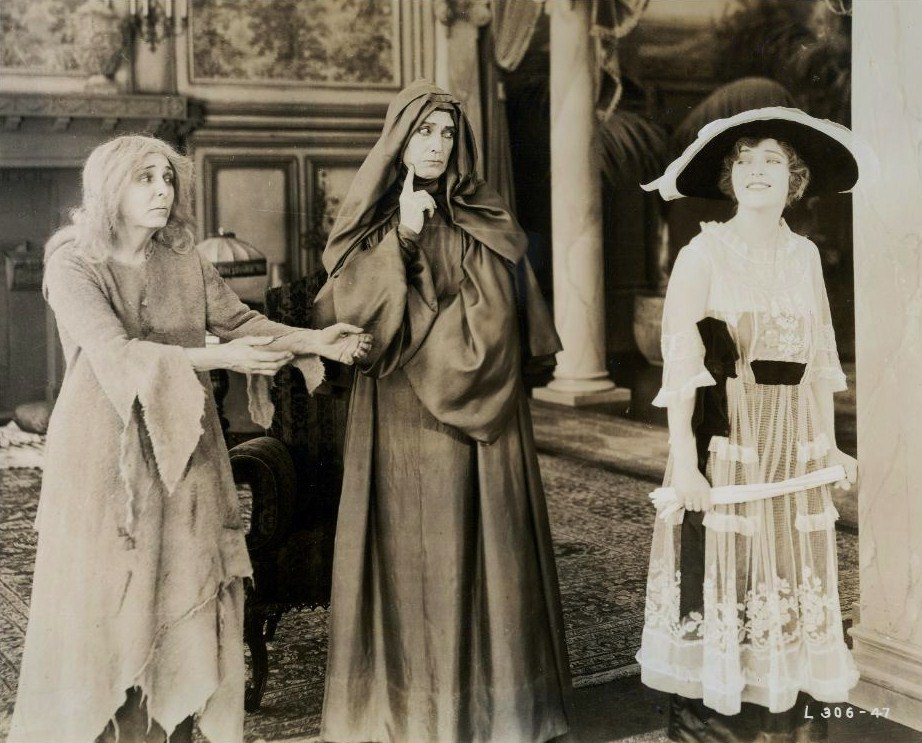
Edythe Chapman, Charles Ogle, et Violet Heming dans une scène du film

- Theodore Roberts
- Violet Heming : Everywoman
- Clara Horton
- Wanda Hawley
- Margaret Loomis
- Mildred Reardon
- Edythe Chapman
- Bebe Daniels
- Monte Blue
- Irving Cummings
- James Neill
- Raymond Hatton
- Lucien Littlefield
- Noah Beery
- Jay Dwiggins
- Tully Marshall
- Robert Brower
- Charles Ogle
- Fred Huntley
- Clarence Geldart